# Progressione del record mondiale della staffetta 4×400 metri mista
La voce seguente illustra la progressione del record mondiale della staffetta 4×400 metri mista di atletica leggera.
Il primo record mondiale venne riconosciuto dalla federazione internazionale di atletica leggera nel 2019. Ad oggi, la World Athletics ha ratificato ufficialmente 2 record mondiali di specialità.

## Progressione
| Tempo   | Squadra     | Atleti                                                     | Luogo           | Data              | Note |
| ------- | ----------- | ---------------------------------------------------------- | --------------- | ----------------- | ---- |
| 3'12"42 | Stati Uniti | Tyrell Richard Jessica Beard Jasmine Blocker Obi Igbokwe   | Doha, Qatar     | 28 settembre 2019 |      |
| 3'09"34 | Stati Uniti | Wilbert London Allyson Felix Courtney Okolo Michael Cherry | Doha, Qatar     | 29 settembre 2019 |      |
| 3’07”41 | Stati Uniti | Vernon Norwood Shamier Little Bryce Deadmon Kaylyn Brown   | Parigi, Francia | 2 agosto 2024     |      |